# بکس، اوت-گارون
بکس (به فرانسوی: Bax) یک کمون (فرانسه) در فرانسه است که در canton of Rieux-Volvestre واقع شده‌است. بکس ۵٫۹۹ کیلومتر مربع مساحت دارد ۲۵۰ متر بالاتر از سطح دریا واقع شده‌است.